# Angraecum germinyanum
Angraecum germinyanum är en orkidéart som beskrevs av Joseph Dalton Hooker. Angraecum germinyanum ingår i släktet Angraecum och familjen orkidéer.
Artens utbredningsområde är Komorerna. Inga underarter finns listade i Catalogue of Life.